# Glockturm
Glockturm är ett berg i Österrike. Det ligger i distriktet Landeck och förbundslandet Tyrolen, i den västra delen av landet. Toppen på Glockturm är 3 356 meter över havet.
Glockturm är den högsta toppen i bergsmassivet Glockturmkamm. Närmaste större samhälle är Pfunds, 12,0 km nordväst om Glockturm.
Trakten runt Glockturm består i huvudsak av kala bergstoppar.